# Erythrus atrofuscus
Erythrus atrofuscus là một loài bọ cánh cứng trong họ Cerambycidae.